# Marinus Adrianus Koekkoek (1873-1944)
Marinus Adrianus Koekkoek (Amsterdam, 29 januari 1873 – aldaar, 30 mei 1944) of M.A. Koekkoek II was een Nederlands tekenaar en schilder van vooral dieren en vogels. Hij komt uit de schildersfamilie Koekkoek. Zijn overgrootvader was Johannes Hermanus Koekkoek (1778-1851), zijn grootvader was Hermanus Koekkoek (1815-1882), zijn vader was Willem Koekkoek (1839-1895) en zijn broer was Hermanus Willem Koekkoek (1867-1929).
Er is wel beweerd dat M.A. Koekkoek in de Tweede Wereldoorlog collaboreerde met de bezetter. Zijn naam werd genoemd in verband met affiches voor de Jeugdstorm en het Nederlands Arbeidsfront. In 2011 kwam aan het licht dat deze affiches waren getekend door zijn zoon Kees Koekkoek (1903-1982), die zijn werk ondertekende met "Koekkoek M.A.Zn.".

## Schoolplaten
Koekkoek maakte de aquarellen voor series van 12 schoolplaten die gebruikt werden bij kennis der natuur:
| Serie In ons land | Serie Buiten ons land |
| --- | --- |
| - Het Naardermeer - In de weide - In sloot en plas - Zoetwatervissen - In de Noordzee - Wintervogels - Aan het strand - In het duin - Bij de ruïne - Aan de rivier - Op de heide - In het bosch | - Bewoners van de Karpaten - Te midden van sneeuw en ijs - In een Duitsch bergwoud - In het gebied van de Boven-Nijl - Aan de rand van de Kalahari - Onder de dadelpalmen - Noord-Amerikanen woudbewoners - In het Braziliaansche oerwoud - In de Syberische vlakte - Op Borneo - In de Rimboe - Uit de Australische dierenwereld |

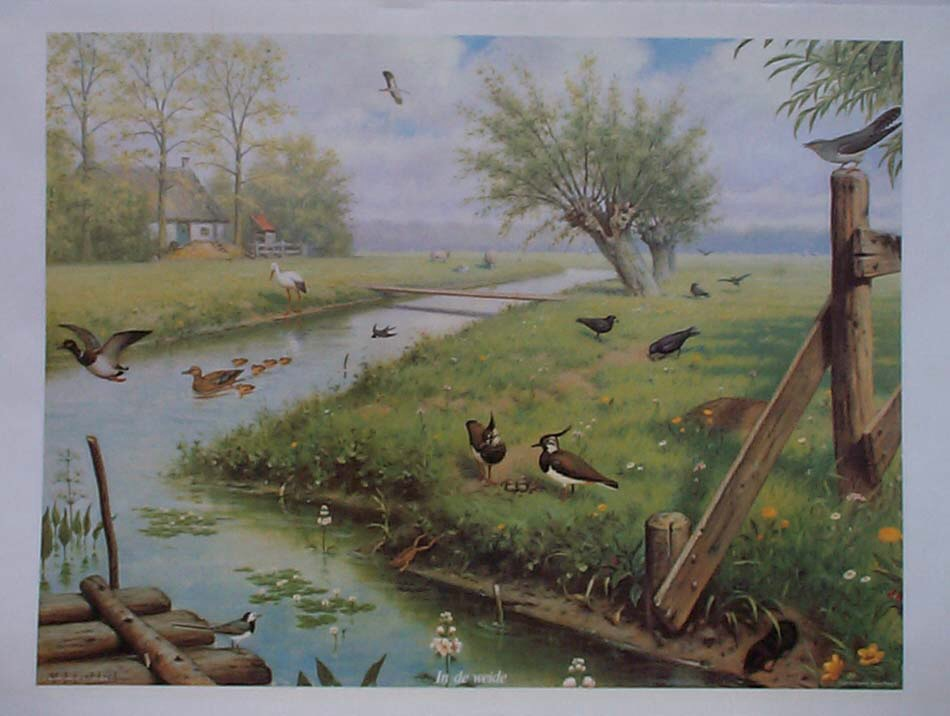
In de weide
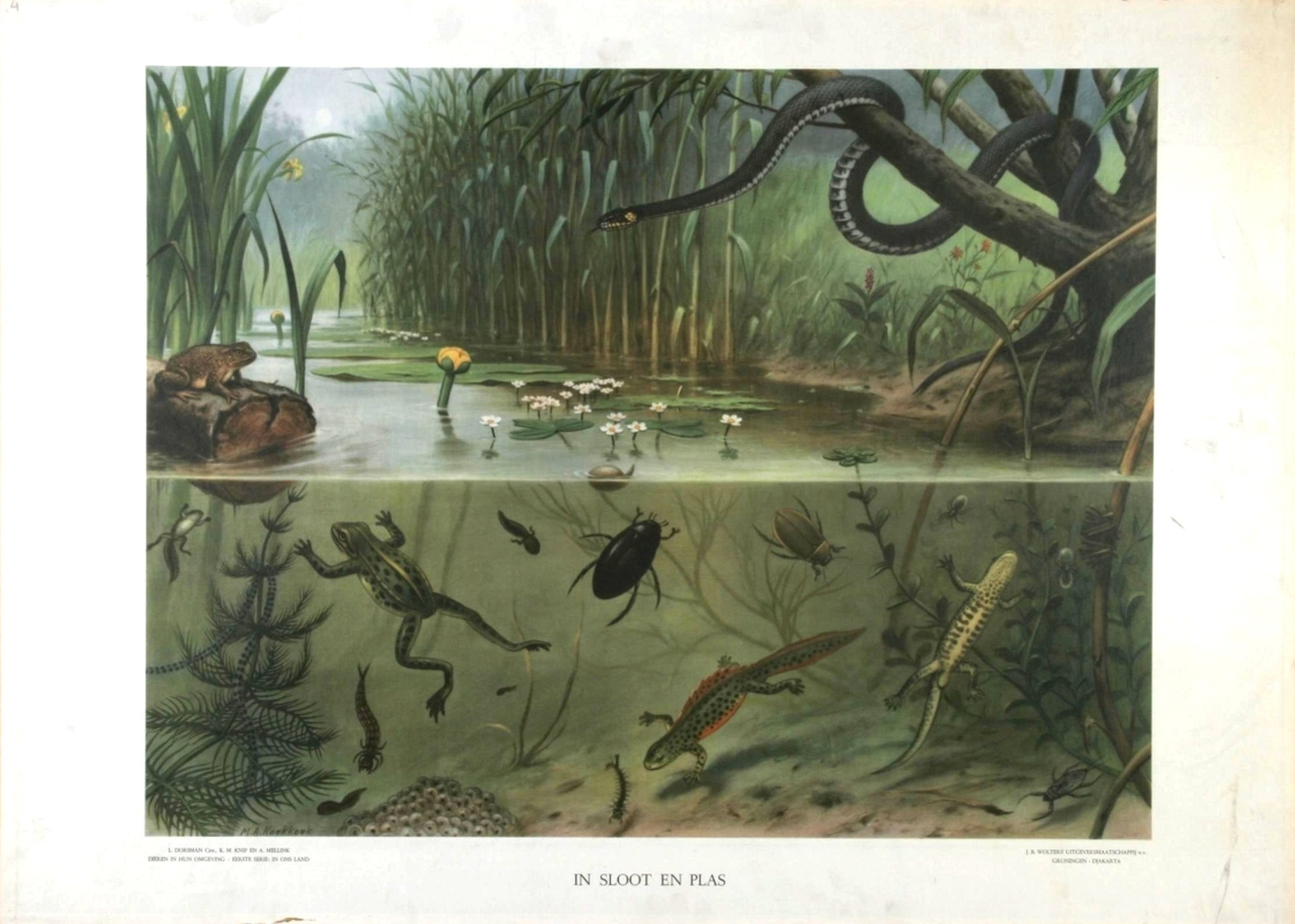
In sloot en plas
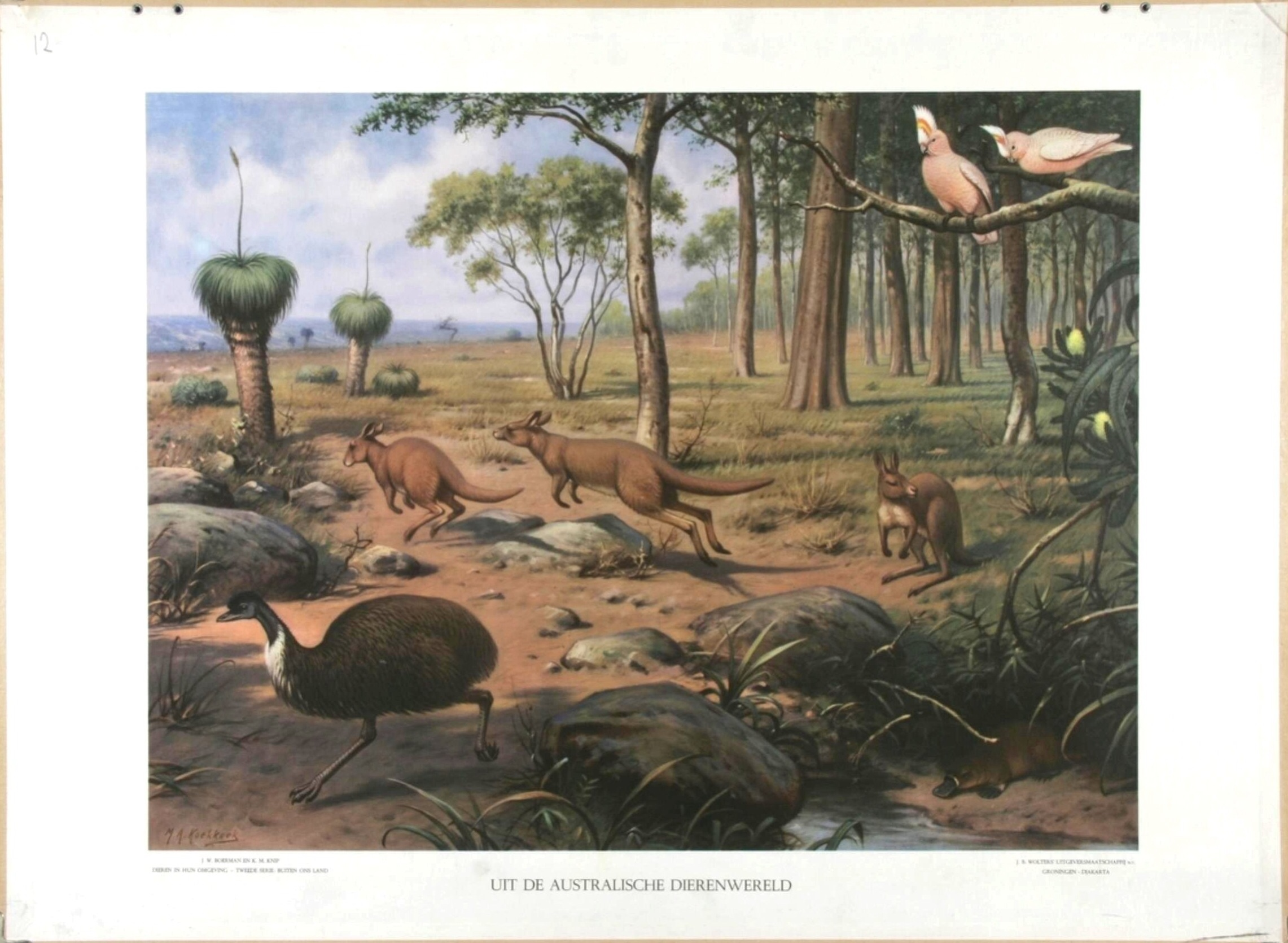
Dieren in hun omgeving - Australië

## Vogelillustraties Ornithologia Neerlandica
Koekkoek was vanaf 1 januari 1918 als wetenschappelijk tekenaar in dienst van het Rijksmuseum van Natuurlijke Historie in Leiden, waar hij twintig jaar werkte. Tussen 1922 en 1935 maakte hij 407 illustraties voor het boek Ornithologia Neerlandica, beter bekend als De Vogels van Nederland van Eduard Daniël van Oort. Deze illustraties werden gekopieerd in The Handbook of British Birds van Harry Forbes Witherby.
Als vrij kunstenaar schilderde Koekkoek impressionistische landschappen met vogels en pluimvee.

## Voetnoten
1. ↑  Zie bijvoorbeeld de informatie op de website van RKD (geraadpleegd 2020-10-13). Gearchiveerd op 1 november 2022.
2. ↑  Persbericht van het Nationaal Onderwijsmuseum d.d. 2011-03-17 (geraadpleegd 2020-10-13). Gearchiveerd op 13 oktober 2020.

- Biografisch Portaal: 90570611
- Digitale Bibliotheek voor de Nederlandse Letteren: koek011
- Gemeinsame Normdatei: 1018779183
- International Standard Name Identifier: 0000 0003 6435 0379
- Library of Congress Control Number: nb2013009183
- Nederlandse Thesaurus van Auteursnamen: 069736847
- RKD-Nederlands Instituut voor Kunstgeschiedenis: 88654
- Virtual International Authority File: 227414088
- WorldCat: E39PBJxRFt8PbfwQt4jpb64Dv3